# Et qu'on n'en parle plus
Et qu'on n'en parle plus est l'autobiographie du chanteur Michel Sardou publiée le 14 mai 2009 chez XO Éditions.

## Genèse
Malgré l'insistance de l'éditeur Bernard Fixot, Michel Sardou avait d'abord refusé d'écrire ses mémoires, estimant que sa vie ne les valait pas. Mais sous l'influence de sa femme, Anne-Marie Périer, et grâce à son envie de financer l'achat de quelques hectares, il accepte de se livrer dans une autobiographie. 

## Contenu
Sardou aborde tant sa vie professionnelle, ponctuée d'anecdotes sur ses chansons, que sa vie personnelle, ses femmes, ses maîtresses, ses enfants. Son ex-femme, Babette, avec qui il a vécu pendant près de 22 ans, a relu les passages qui la concernaient. Il évoque également quelques personnalités publiques comme ses amis Eddy Mitchell et Mireille Darc.
Il dialogue également, non sans humour, avec sa mère décédée (Jackie Sardou), afin de faire passer par elle les événements plus gênants.

## Couverture du livre
La couverture reprend, non pas une photo du chanteur, mais la photo d'un ours, selon son propre choix. Il déclare au Parisien : « Je voulais absolument que l'on me montre tel que je suis. C'est mon plus beau portrait. »